# Matías Fantín
Matías Orlando Fantín (Barranqueras, Provincia del Chaco, Argentina; 18 de diciembre de 1995) es un futbolista argentino. Juega como mediocampista central y su primer equipo fue Unión de Santa Fe. Actualmente milita en Colón de San Justo del Torneo Regional Amateur.

## Trayectoria
Oriundo de Chaco, Matías Fantín comenzó su carrera en la escuelita Sol de Mayo y luego se sumó a las inferiores de Unión de Santa Fe. Su nombre se hizo conocido ya que, junto a Juan Ignacio Cavallaro, estuvieron un mes a prueba en el Anderlecht de Bélgica. Debido a esto, con tan sólo 16 años, el club santafesino decidió firmarle su primer contrato profesional.
Su debut con la camiseta tatengue se produjo en la última fecha del Torneo Final 2013, cuando Unión visitó a Racing y cayó derrotado por 3 a 0. Con la 34 en la espalda, ingresó a los 24 minutos del ST en reemplazo de Marcelo Sarmiento.
Casi un año después de su debut, jugó su primer partido como titular en el empate 1 a 1 entre Unión y Banfield, por la última fecha de la Primera B Nacional. Ese día, además, convirtió su primer gol en Primera.
Jugó también en Santamarina de Tandil, Colón de San Justo (dos etapas), Deportivo Municipal La Leonesa, Sarmiento de Resistencia, Berazategui y Atlético Paraná.

## Clubes
| Club                     | País      | Año       |
| ------------------------ | --------- | --------- |
| Unión de Santa Fe        | Argentina | 2013-2018 |
| Santamarina de Tandil    | Argentina | 2018      |
| Colón de San Justo       | Argentina | 2019      |
| Deportivo La Leonesa     | Argentina | 2019      |
| Sarmiento de Resistencia | Argentina | 2020-2021 |
| Colón de San Justo       | Argentina | 2021      |
| Berazategui              | Argentina | 2022      |
| Atlético Paraná          | Argentina | 2022      |
| Deportivo Fontana        | Argentina | 2022      |
| Colón de San Justo       | Argentina | 2023-Act. |

### Estadísticas
- Actualizado al 11 de febrero de 2024

| Club                        | Div.                | Temporada           | Liga | Liga | Copa Nacional | Copa Nacional | Copa Internacional | Copa Internacional | Total | Total |
| Club                        | Div.                | Temporada           | PJ   | G    | PJ            | G             | PJ                 | G                  | PJ    | G     |
| --------------------------- | ------------------- | ------------------- | ---- | ---- | ------------- | ------------- | ------------------ | ------------------ | ----- | ----- |
| Unión Argentina             |                     |                     |      |      |               |               |                    |                    |       |       |
| 1.ª                         | 2012/13             | 1                   | 0    | 0    | 0             | -             | -                  | 1                  | 0     |       |
| 2.ª                         | 2013/14             | 2                   | 1    | 0    | 0             | -             | -                  | 2                  | 1     |       |
| 2.ª                         | 2014                | 0                   | 0    | -    | -             | -             | -                  | 0                  | 0     |       |
| 1.ª                         | 2015                | 0                   | 0    | 0    | 0             | -             | -                  | 0                  | 0     |       |
| 1.ª                         | 2016                | 1                   | 0    | 0    | 0             | -             | -                  | 1                  | 0     |       |
| 1.ª                         | 2016/17             | 0                   | 0    | 0    | 0             | -             | -                  | 0                  | 0     |       |
| 1.ª                         | 2017/18             | 0                   | 0    | 0    | 0             | -             | -                  | 0                  | 0     |       |
| Total                       | Total               | 4                   | 1    | 0    | 0             | -             | -                  | 4                  | 1     |       |
| Santamarina Argentina       |                     |                     |      |      |               |               |                    |                    |       |       |
| 2.ª                         | 2018/19             | 2                   | 0    | -    | -             | -             | -                  | 2                  | 0     |       |
| Total                       | Total               | 2                   | 0    | -    | -             | -             | -                  | 2                  | 0     |       |
| Colón (SJ) Argentina        |                     |                     |      |      |               |               |                    |                    |       |       |
| 4.ª                         | 2019                | 9                   | 1    | -    | -             | -             | -                  | 9                  | 1     |       |
| 4.ª                         | 2021/22             | 5                   | 1    | -    | -             | -             | -                  | 5                  | 1     |       |
| 4.ª                         | 2023/24             | 12                  | 0    | -    | -             | -             | -                  | 12                 | 0     |       |
| Total                       | Total               | 26                  | 2    | -    | -             | -             | -                  | 26                 | 2     |       |
| Sarmiento (R) Argentina     |                     |                     |      |      |               |               |                    |                    |       |       |
| 3.ª                         | 2020                | 0                   | 0    | -    | -             | -             | -                  | 0                  | 0     |       |
| 3.ª                         | 2021                | 8                   | 0    | -    | -             | -             | -                  | 8                  | 0     |       |
| Total                       | Total               | 8                   | 0    | -    | -             | -             | -                  | 8                  | 0     |       |
| Berazategui Argentina       |                     |                     |      |      |               |               |                    |                    |       |       |
| 4.ª                         | 2022                | 11                  | 0    | -    | -             | -             | -                  | 11                 | 0     |       |
| Total                       | Total               | 11                  | 0    | -    | -             | -             | -                  | 11                 | 0     |       |
| Atlético Paraná Argentina   |                     |                     |      |      |               |               |                    |                    |       |       |
| 3.ª                         | 2022                | 8                   | 0    | -    | -             | -             | -                  | 8                  | 0     |       |
| Total                       | Total               | 8                   | 0    | -    | -             | -             | -                  | 8                  | 0     |       |
| Deportivo Fontana Argentina |                     |                     |      |      |               |               |                    |                    |       |       |
| 4.ª                         | 2022/23             | 4                   | 0    | -    | -             | -             | -                  | 4                  | 0     |       |
| Total                       | Total               | 4                   | 0    | -    | -             | -             | -                  | 4                  | 0     |       |
| Total en su carrera         | Total en su carrera | Total en su carrera | 63   | 3    | 0             | 0             | -                  | -                  | 63    | 3     |

## Palmarés
| Título                     | Club              | País      | Año  |
| -------------------------- | ----------------- | --------- | ---- |
| Ascenso a Primera División | Unión de Santa Fe | Argentina | 2014 |